# 홋카이도 제7구
홋카이도 제7구(일본어: 北海道第7区, ほっかいどうだい7く)는 일본의 중의원 선거구이다. 2002년 공직선거법 개정 당시 홋카이도의 의석수가 1석 감소하면서 기존의 제7구는 분할 흡수되고, 그 대신 홋카이도 제13구(일본어: 北海道第13区)라 불리던 지역구를 '홋카이도 제7구'로 명명하면서 지금의 모습이 되었다. 따라서 옛날의 제7구와 지금의 제7구는 전혀 다른 지역이다.

## 지역
- 구시로시
- 네무로시
- 구시로 종합진흥국 관할구역
- 네무로 진흥국 관할구역

일본 공직선거법 별칙 규정상으로는 네무로 진흥국 관할구역에 쿠릴 열도 (시코탄 군, 구나시리 군, 에토로후 군, 샤나 군, 시베토로 군)도 포함되나, 러시아가 실효 지배하고 있기 때문에 실제 선거는 치러지지 않는다. 이는 옛 홋카이도 제13구 시절에도 동일했다.
옛 홋카이도 제7구 (1996년~2002년) 시절에는 다음과 같았다.
- 루모이시
- 왓카나이시
- 시베쓰시
- 나요로시
- 후라노시
- 가미카와 지청 관할구역
- 루모이 지청 관할구역
- 소야 지청 관할구역

이들 지역은 2002년 선거구 개편 당시 분할되어, 시베쓰시, 나요로시, 후라노시를 비롯한 가미카와 지청 관할구역은 홋카이도 제6구로, 루모이시를 비롯한 루모이 지청 관할구역은 홋카이도 제10구로, 왓카나이시를 비롯한 소야 지청 관할구역은 홋카이도 제12구로 각각 흡수되었다.

## 역사

### 지금의 홋카이도 제7구 (옛 홋카이도 제13구)
지금의 홋카이도 제7구는 1996년 소선거구제 도입 당시에는 홋카이도 제13구라는 이름이었다. 2002년 선거구 개편 이후 치러진 2003년 제43회 총선부터 제7구로 이름이 바뀌었다.
1996년부터 세 차례에 걸쳐 자민당의 기타무라 나오토가 연속으로 당선되었다. 이후 2005년 제44회 총선에서는 민주당의 나카노 히로코가 기타무라 의원을 누르고 지역의원으로 당선되었다. 2009년 총선에서는 은퇴한 기타무라 대신에 이토 요시타카 전 구시로시장을 자민당 후보로 내세웠고, 나카노 의원을 제쳐 홋카이도에서는 유일하게 자민당 의석을 얻게 되었다. 또 지난 총선에서 민주당이 얻은 선거구를 이번 총선에서 자민당이 다시 가져간 지역구로는 전국에서 유일했다. 뿐만 아니라 자민당 후보로 나선 초선의원이 된 사람은 고이즈미 신지로, 다치바나 게이이치로 외 3명에 불과했다.
2012년 총선에서도 이토 의원이 재선이 성공하였으며, 2014년에는 신당대지에서 민주당으로 당적을 바꾼 스즈키 다카코를 불과 255표차로 누르고 다시 당선되었다. 스즈키는 홋카이도 블록에서 비례부활로 당선되었다.

### 옛 홋카이도 제7구 (1996~2002년)
2002년 선거구 개편 이전까지의 두 차례 선거에서는 모두 가네다 히데유키가 당선되었다.

## 역대 국회의원
홋카이도 제7구 (2002년~, 옛 홋카이도 13구 포함)
| 선거          | 선거          | 의원            | 정당       |
| ------------- | ------------- | --------------- | ---------- |
|               | 1996년 제41회 | 기타무라 나오토 | 신진당     |
|               | 2000년 제42회 | 기타무라 나오토 | 자유민주당 |
| 2003년 제43회 |               | 기타무라 나오토 | 자유민주당 |
|               | 2005년 제44회 | 나카노 히로코   | 민주당     |
|               | 2009년 제45회 | 이토 요시타카   | 자민당     |
| 2012년 제46회 |               | 이토 요시타카   | 자민당     |
| 2014년 제47회 |               | 이토 요시타카   | 자민당     |
| 2017년 제48회 |               | 이토 요시타카   | 자민당     |
| 2021년 제49회 |               | 이토 요시타카   | 자민당     |

홋카이도 제7구 (1996년~2002년)
| 선거          | 선거          | 의원            | 정당   |
| ------------- | ------------- | --------------- | ------ |
|               | 1996년 제41회 | 가네다 히로유키 | 자민당 |
| 2000년 제42회 |               | 가네다 히로유키 | 자민당 |

## 같이 보기
- 홋카이도 선거구